# Oliver Bonk
Oliver Bonk (* 9. ledna 2005 Ottawa, Kanada) je kanadský lední hokejista po otci českého původu, hrající v roce 2024 OHL za tým London Knights.

## Osobní život
Bonk je českého původu, jeho otcem je bývalý český hokejový útočník Radek Bonk. Vlastní český pas a umí česky, ale cítí se jako Kanaďan. Má mladšího bratra Camerona, který se rovněž věnuje hokeji.

## Hráčská kariéra
Bonk hrál od sezóny 2021/2022 v juniorském týmu St. Thomas Stars v Ontariu. V roce 2022 odešel do týmu London Knights. Reprezentoval Kanadu do 18 let na Hlinka Gretzky Cup 2022. V roce 2023 byl draftován v prvním kole klubem Philadelphia Flyers na 22. místě ve vstupním draftu NHL. Následně reprezentoval Kanadu do 20 let na MSJ v hokeji 2024.

## Statistiky

### Klubové statistiky
| Sezóna      | Klub             | Soutěž      |     | Základní část | Základní část | Základní část | Základní část | Základní část |   | Play off | Play off | Play off | Play off | Play off |
| Sezóna      | Klub             | Soutěž      | Z   | G             | A             | B             | TM            | Z             | G | A        | B        | TM       |          |          |
| 2021/22     | St. Thomas Stars | GOJHL       | 32  | 5             | 27            | 32            | 14            | 6             | 0 | 1        | 1        | 6        |          |          |
| 2021/22     | London Knights   | OHL         | 10  | 0             | 3             | 3             | 6             | 7             | 1 | 0        | 1        | 2        |          |          |
| 2022/23     | London Knights   | OHL         | 67  | 10            | 30            | 40            | 38            | 21            | 0 | 11       | 11       | 6        |          |          |
| 2023/24     | London Knights   | OHL         | 60  | 24            | 43            | 67            | 32            | 18            | 7 | 9        | 16       | 8        |          |          |
| OHL celkově | OHL celkově      | OHL celkově | 137 | 34            | 76            | 110           | 76            | 46            | 8 | 20       | 28       | 16       |          |          |

### Reprezentace
| Rok                       | Tým                       | Soutěž                    | Z  | G | A | B | TM |
| ------------------------- | ------------------------- | ------------------------- | -- | - | - | - | -- |
| 2024                      | Kanada                    | MSJ                       | 5  | 0 | 3 | 3 | 2  |
| 2025                      | Kanada                    | MSJ                       | 5  | 1 | 1 | 2 | 2  |
| Juniorská kariéra celkově | Juniorská kariéra celkově | Juniorská kariéra celkově | 10 | 1 | 4 | 5 | 4  |